# George Helmy

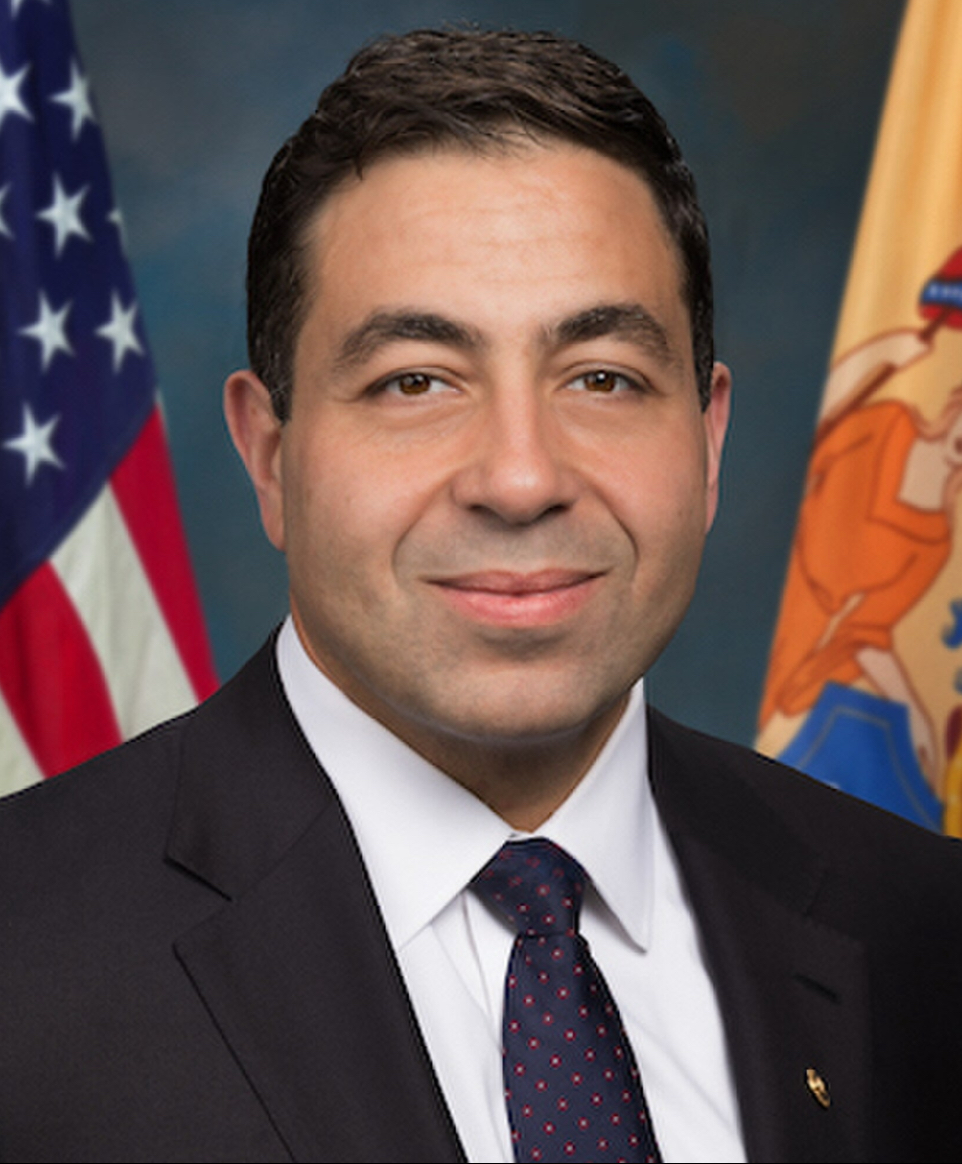
George Helmy (2024)

George Samir Helmy (* 27. Oktober 1979 in Jersey City, New Jersey) ist ein US-amerikanischer Politiker der Demokratischen Partei. Er saß vom 9. September 2024 bis zum 8. Dezember 2024 für seinen Heimatbundesstaat New Jersey im US-Senat.

## Leben
George Helmy wurde in Jersey City geboren und wuchs in der Kleinstadt Glen Ridge auf. Er studierte zunächst Psychologie an der Rutgers University und war externer Student an der Harvard University, an der er seinen Master in Finanzwissenschaften und Management erwarb. Seinen beruflichen Werdegang begann er beim United Parcel Service, wo er in der Zeit von 2001 bis 2013 im operativen Management tätig war.
Bis zum Jahr 2011 war Helmy als Republikaner registriert, ehe er sich als unabhängiger Wähler deklarierte. Seit 2024 ist er Mitglied der Demokraten.
2012 wagte er erste Schritte in die Politik, als Stabsmitarbeiter und juristischer Berater des US-Senators Frank Lautenberg. Ein Jahr später wurde er von US-Senator Cory Booker als Mitarbeiter engagiert. Im Februar 2019 wurde Helmy schließlich Stabschef des neuen Gouverneurs von New Jersey, Phil Murphy. Im September 2023 folgte Helmy Diane Gutierrez-Scaccetti als Vorsitzender des New Jersey Department of Transportation; er fungierte somit als Verkehrsminister von New Jersey.
Als Bob Menendez wegen Korruptionsvorwürfen von seinem Amt als US-Senator zurücktreten musste, war Gouverneur Murphy im Sommer 2024 gezwungen, einen Nachfolger zu bestimmen. Er nominierte Helmy, der am 9. September 2024 von Patty Murray, der Präsidentin pro tempore des Senats der Vereinigten Staaten, als Übergangssenator vereidigt wurde. Da er sich nicht der regulären Wahl im November 2024 stellte, endete seine Amtszeit nach nur rund drei Monaten im Dezember 2024 nach Amtsantritt des neugewählten Senators Andy Kim.
George Helmy ist verheiratet und lebt mit seiner Frau und seinen beiden Kindern in Mountain Lakes, einem Vorort von New York City. Er ist koptisch-orthodoxen Glaubens.